# Pioneer E
Pioneer E – amerykańska sonda kosmiczna, ostatnia z serii pięciu sond zaprojektowanych do badania przestrzeni międzyplanetarnej z orbity heliocentrycznej. Wraz z sondami Pioneer 6, 7, 8 i 9 miała tworzyć sieć obiektów krążących po orbitach zbliżonych do orbity okołosłonecznej Ziemi. Kontrolerzy musieli zniszczyć sondę po tym, jak awaria rakiety uniemożliwiła dotarcie na orbitę.
Podczas startu 27 sierpnia 1969 roku, w 31 sekundzie lotu, doszło do awarii układu hydraulicznego pierwszego stopnia rakiety nośnej, ostatecznie powodując całkowitą utratę ciśnienia w 213 sekundzie lotu, tylko 4 sekundy przed wyłączeniem silnika głównego pierwszego stopnia. Chociaż praca drugiego stopnia była nominalna, nie było możliwe zrekompensowanie dużego błędu trajektorii spowodowanego awarią stopnia pierwszego. Gdy rakieta zboczyła z kursu, kontrola naziemna wysłała polecenie zniszczenia pojazdu w 484 sekundzie po starcie.